# Schlute Sandwiesenschlag
Die Schlute Sandwiesenschlag (auch Schlute östlich des Herrenwassers) liegt in der Flussaue rechts des Oberrheins bei Rhein-Kilometer 368. Die Schlute – eine nur bei Hochwasser durchflossene Rinne – gehört zur Gemarkung der Gemeinde Eggenstein-Leopoldshafen (Landkreis Karlsruhe, Baden-Württemberg).
Die Schlute Sandwiesenschlag beginnt kurz unterhalb der Einmündung der Alb in den Rhein. Sie zweigt von einem ebenfalls als Schlute bezeichneten Gewässer ab, das eine Querverbindung zwischen dem Herrenwasser – einem rheinparallelen Nebengewässer – und dem kleinen Loch ist. Das kleine Loch verbindet den Rhein mit dem Albkanal und durchquert dabei den Rheindamm XXVII in einem Durchlassbauwerk. Die Schlute Sandwiesenschlag verläuft durch den Auwald in nordöstlicher Richtung zwischen dem Herrenwasser im Westen und dem Rheindamm XXVII im Osten. Nach einer Gesamtlänge von gut einem Kilometer mündet sie von rechts in das Herrenwasser, das etwa 300 Meter weiter nördlich in den Rhein fließt.
Die Schlute Sandwiesenschlag wird von zwei Forstwegen in Furten gequert. Die südliche Furt wurde Ende der 1990er Jahre im Zuge von Maßnahmen zur Verbesserung der Abflussverhältnisse im Rheinvorland gebaut und ersetzte einen Damm, der den Durchfluss behinderte. Seit dem Bau der Furt wird die Schlute an bis zu 35 Tagen pro Jahr durchströmt; zuvor waren es ein bis zwei Tage jährlich. Nach dem Bau der Furt breitete sich das in der Sohle der Schlute wachsende Rohrglanzgrasröhricht weiter aus.